# Stochov
Stochov (en allemand : Stochau) est une ville du district de Kladno, dans la région de Bohême-Centrale, en République tchèque. Sa population s'élevait à 5 354 habitants en 2024.

## Géographie
Stochov se trouve à 10 km à l'ouest de Kladno et à 35 km à l'ouest-nord-ouest de Prague.
La commune est limitée par Mšecké Žehrovice au nord, par Hradečno et Kačice à l'est, par Tuchlovice et Lány au sud, et par Rynholec et Nové Strašecí à l'ouest.

## Histoire
Stochov, mentionnée pour la première fois en 1316, n'était qu'un petit village jusqu'à la seconde moitié du XXe siècle. Cette situation changea entre les années 1950 et 1960 quand des grands ensembles furent construits à l'ouest de Stochov pour loger les ouvriers des mines de charbon de la zone de Kladno. Ainsi, Stochov obtint le statut de ville en 1967.
Selon la légende, saint Venceslas naquit à Stochov et sa grand-mère, sainte Ludmila, planta alors un chêne pour commémorer l'événement. Le chêne de Saint Venceslas (en tchèque : Svatováclavský dub), aujourd'hui à moitié flétri — son âge est estimé à environ 1000 ans — est la principale attraction touristique du village.

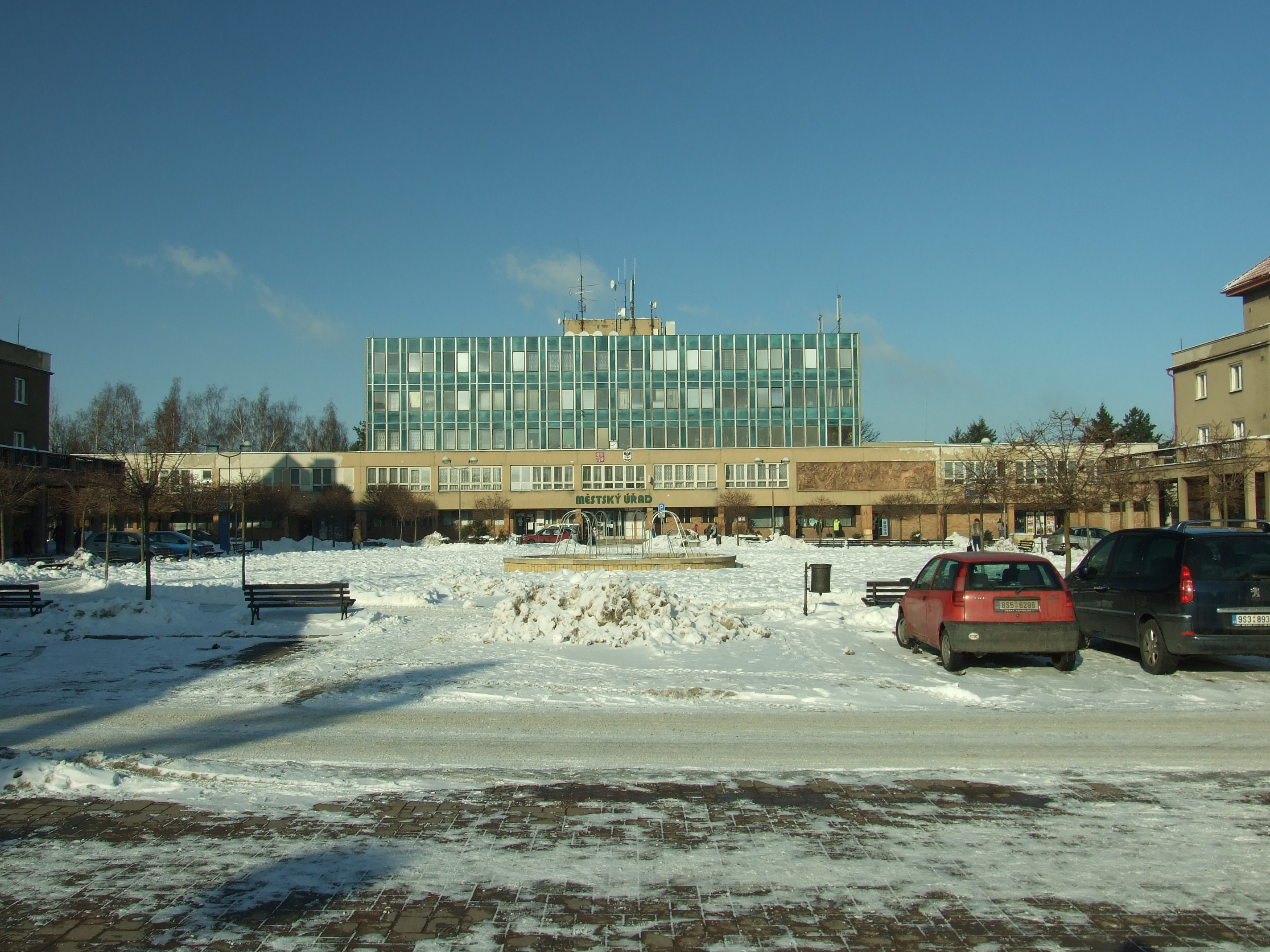
Stochov : l'hôtel de ville.
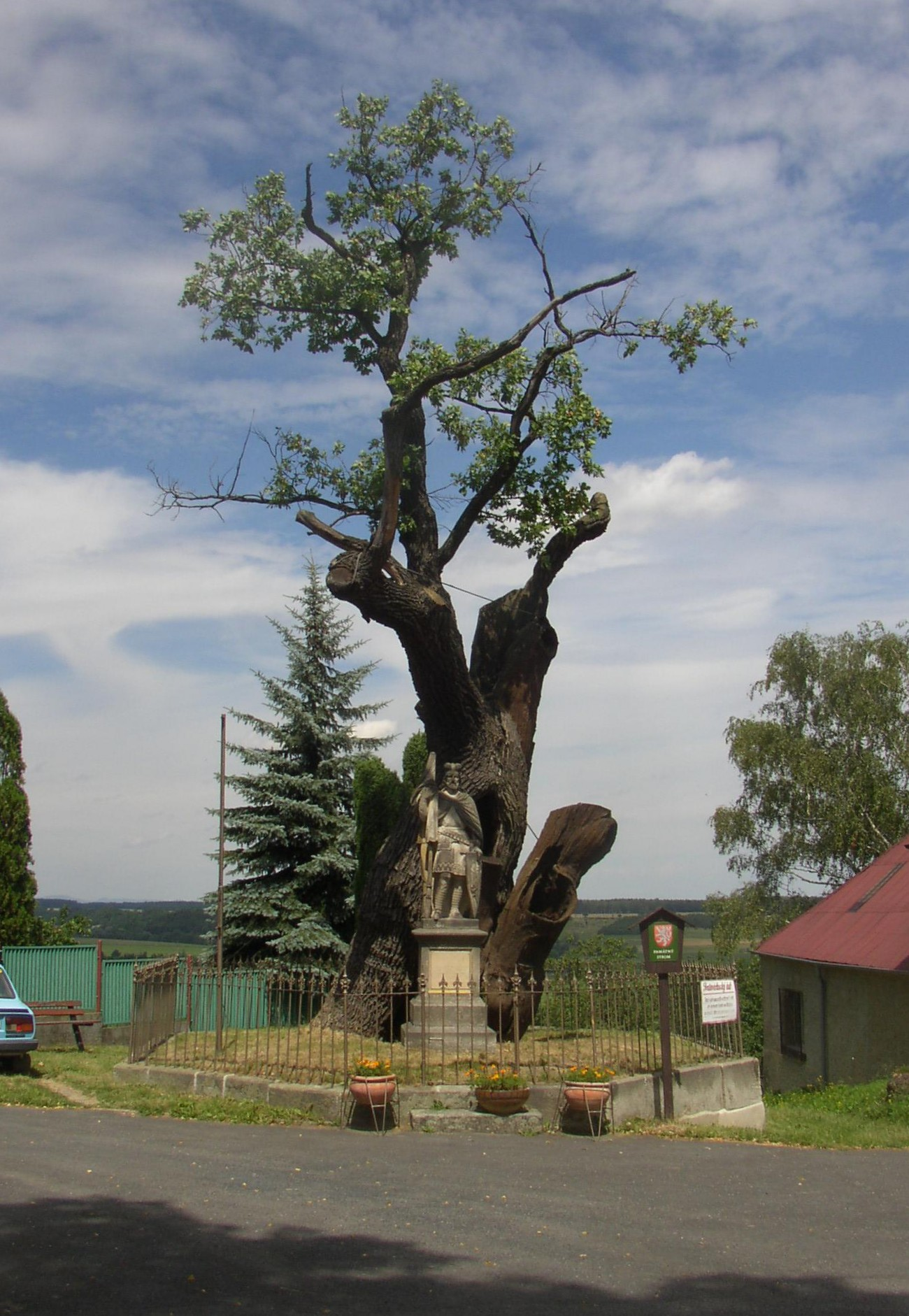
Le chêne de saint Vencelas.

## Population
Recensements ou estimations de la population de la commune dans ses limites actuelles :
| 1869* | 1880* | 1890* | 1900* | 1910* | 1921* |
| ----- | ----- | ----- | ----- | ----- | ----- |
| 909   | 880   | 880   | 985   | 1 119 | 1 096 |

| 1930* | 1950* | 1961* | 1970* | 1980* | 1991* |
| ----- | ----- | ----- | ----- | ----- | ----- |
| 1 263 | 1 102 | 4 333 | 6 561 | 6 131 | 5 425 |

| 2001* | 2014  | 2015  | 2016  | 2017  | 2018  |
| ----- | ----- | ----- | ----- | ----- | ----- |
| 5 397 | 5 556 | 5 542 | 5 534 | 5 523 | 5 468 |

| 2019  | 2020  | 2021  | 2022  | 2023  | 2024  |
| ----- | ----- | ----- | ----- | ----- | ----- |
| 5 416 | 5 392 | 5 401 | 5 348 | 5 341 | 5 354 |

## Administration
La commune se compose de trois sections :
- Čelechovice
- Honice
- Stochov

## Jumelages
- Saarwellingen (Allemagne) depuis 2006
- Bourbon-Lancy (France) depuis 2010